# Rolf Ridderwall
Rolf Lennart Ridderwall, född 20 november 1958, är en svensk tidigare ishockeymålvakt. 
Ridderwall spelade i Fruängens IF, Hammarby Hockey, Djurgården Hockey, Team Boro HC och AIK. Han vann SM-guld tre gånger med Djurgården. 
Han spelade för landslaget 129 gånger. Till exempel då Sverige blev världsmästare 1991 och då Tre kronor tog silver i Canada Cup 1984. Han deltog i de olympiska vinterspelen 1984 och vann en bronsmedalj.
Ridderwall fick Guldpucken 1990 som säsongens främste spelare i Elitserien i ishockey och Sveriges herrlandslag i ishockey. Han är Stor grabb nummer 146 i ishockey.
Ridderwall har tre barn, bland andra Stefan Ridderwall, tidigare ishockeymålvakt i Timrå IK. Hans brorson Calle Ridderwall spelar också han ishockey men som anfallsspelare.

## Meriter
- SM-guld 1982/1983, 1988/1989, 1989/1990
- Elitseriens bästa målvakt 1988
- Elitseriens bästa räddningsprocent 1987, 1988
- Guldpucken 1990
- Guld i Europacupen 1990
- OS-Brons 1984
- VM-guld 1991
- VM-silver 1990
- SM-guld  1983, 1989, 1990